# Valchiria

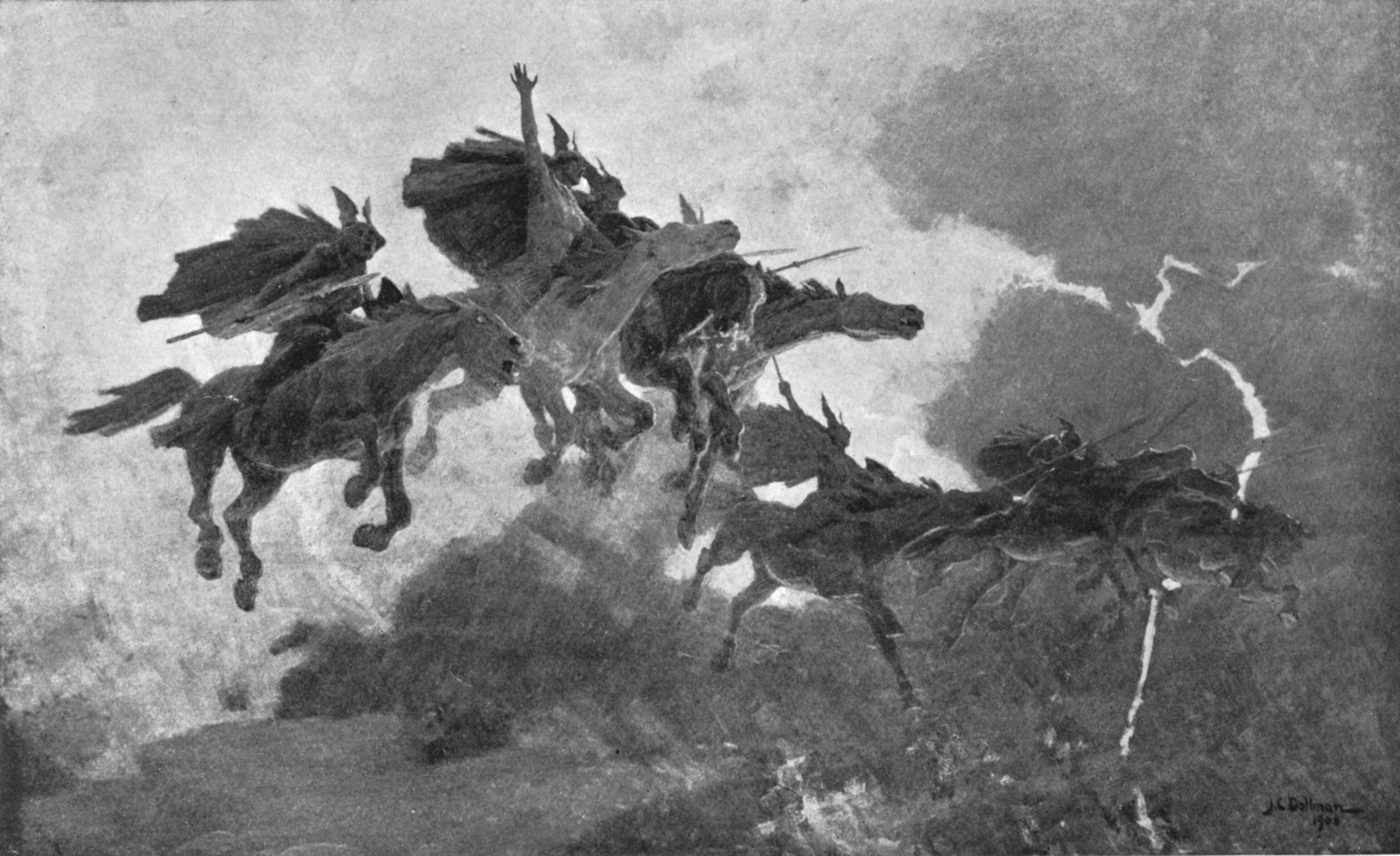
Cavalcata delle valchirie, illustrazione del 1809.

La Valchiria nella mitologia norrena è un essere femminile al servizio di Odino, che sceglie i guerrieri caduti in battaglia, portandoli al Valhalla o al Fólkvangr.

## Il mito
Dopo aver scelto i caduti in battaglia, le valchirie portano una parte dei loro prescelti al Valhalla, la sala dell'aldilà dei guerrieri governata da Odino e la restante parte al campo Fólkvangr, presieduto dalla dea Freyja. Lì i guerrieri diventano Einherjar; quando essi non si stanno preparando alla grande battaglia finale di Ragnarǫk, dove combatteranno insieme ad Odino, le valchirie portano loro dell'idromele. Le valchirie talvolta appaiono come amanti di eroi e mortali e qui sono descritte come distruttibili e indifese all'amore terreno.
Le ancelle di Odino sono attestate nell'Edda poetica, una raccolta di poemi composti nel XIII secolo derivanti da fonti tradizionali anteriori: L'Edda in prosa, l'Heimskringla di Snorri Sturluson e la Njáls saga ossia una delle Saghe degli Islandesi. Appaiono anche nei componimenti degli scaldi, in una formula magica del XIV secolo e in varie iscrizioni runiche.
I termini di antico inglese wælcyrge e wælcyrie sono presenti in numerosi manoscritti di antico inglese; gli studiosi hanno indagato se compaiono nell'antico inglese per mediazione dell'influenza norrena, o riflettono una tradizione natia nel paganesimo anglosassone. Le ipotesi degli studiosi si basano sulla relazione tra valchirie, Norne e Dísir tutte figure mitologiche legate al fato.

## Etimologia

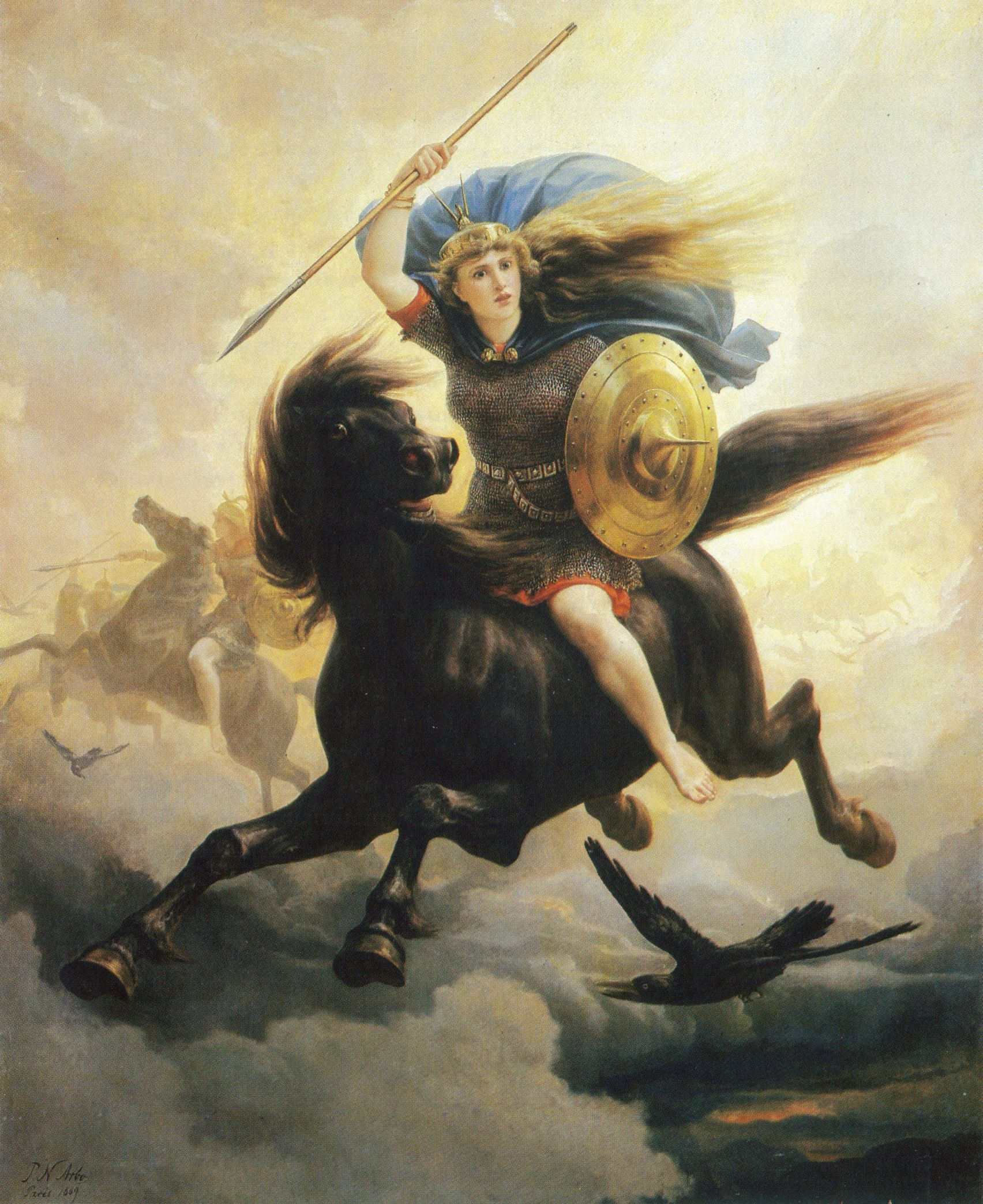
Valchirie, dipinto di Peter Nicolai Arbo, 1869.

La parola valchiria deriva dal norreno valkyrja (plurale valkyrjur) che è formata da due parole: il sostantivo vain (i guerrieri caduti in battaglia) e il verbo kjósa (scegliere). Valchiria dunque significa colei che sceglie i guerrieri caduti in battaglia. La parola norrena valkyirja è analoga all'antico inglese wælcyrge. Altri termini per valchiria includono óskmey (norreno "vergine desiderabile"), che compare nel poema Oddrúnargrátr e Óðins meyjar (in norreno: "vergini di Odino"), nel Nafnaþulur. Óskmey potrebbe riferirsi al nome di Odino Óski (in norreno, col significato di "realizzatrice di auspicio"), in riferimento al fatto che Odino riceve i guerrieri caduti nel Valhalla.

## Descrizione
Nell'arte moderna le valchirie sono dipinte come graziose ragazze armate sopra cavalli alati, con elmo e lancia, tuttavia nell'inglese antico "valkyrie horse" era un sinonimo di lupo.
Piuttosto che i cavalli alati, le loro cavalcature erano i branchi di lupi che profanavano i cadaveri dei guerrieri morti in battaglia.
Dal momento che il lupo era la cavalcatura della valchiria, la valchiria stessa appariva simile ad un corvo e volava sopra i campi di battaglia per scegliere i corpi. Così, i branchi di lupi e i corvi che spazzavano un campo dopo una battaglia potevano essere stati visti come mezzo per la scelta degli eroi.
Le valchirie sono così citate al verso 30 della Vǫluspá:
vítt of komnar,

görvar at ríða

til Goðþióðar.

Skuld helt skildi,

en Skögul önnur,

Gunnr, Hildr, Göndul

ok Geirskögul;

nú eru talðar

nönnur Herians,

görvar at ríða

grund valkyriur.»
venire da lontano,

pronte a cavalcare

verso il popolo dei Goti.

Skuld teneva lo scudo,

seconda era Skögul,

Gunnr, Hildr, Göndul

e Geirskögul.

Ora ho elencato

le fanciulle di Heriann,

pronte a cavalcare

la terra, le Valchirie.»
(Edda poetica - Völuspá - Profezia della Veggente)

## Le valchirie maggiori

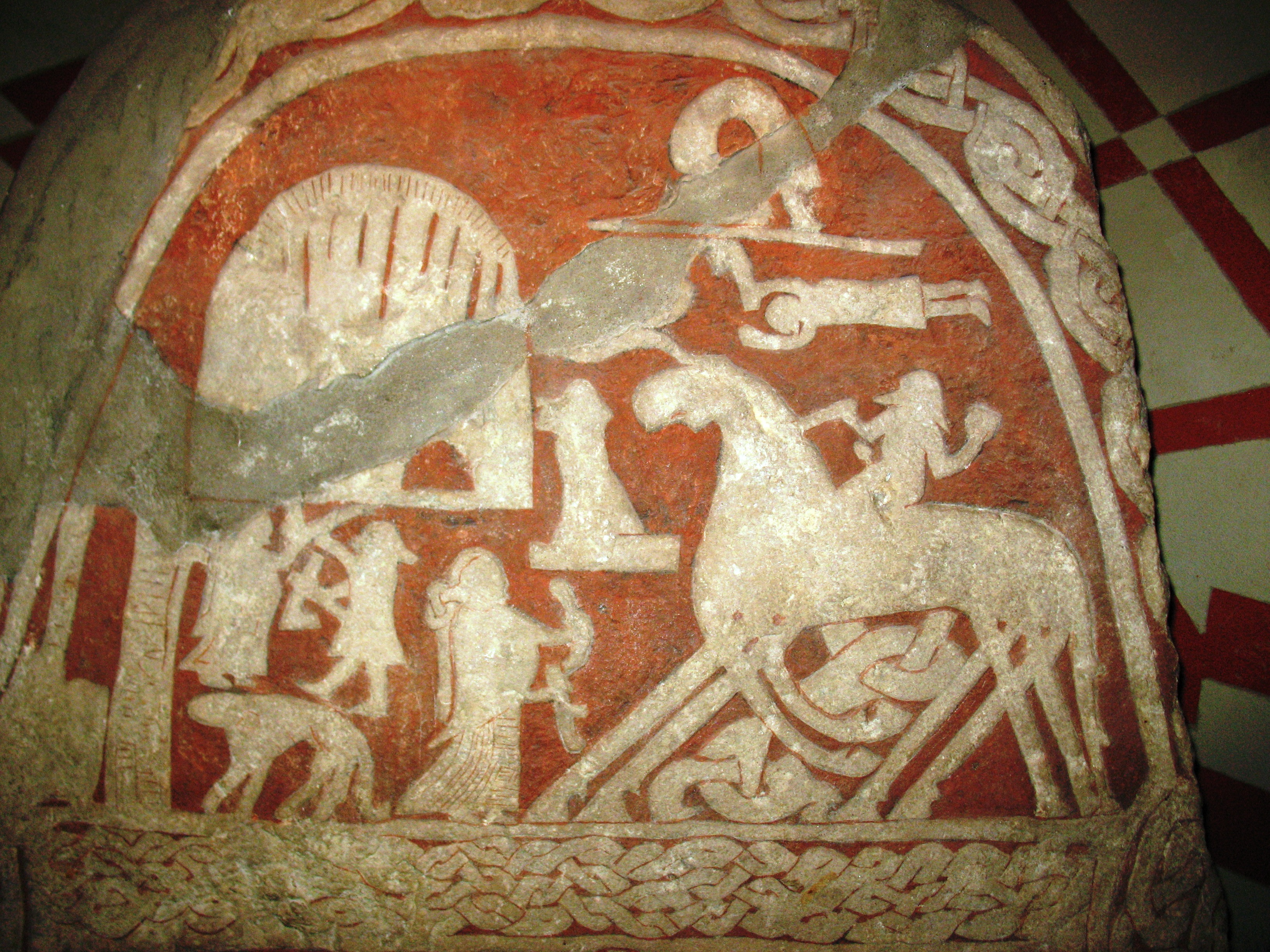
Odino entra nel Valhalla in groppa a Sleipnir attorniato dalle valchirie che reggono corni in mano. Particolare della Pietra Tjängvide, manufatto di epoca vichinga.

Molte valchirie appaiono con caratteri principali in alcuni miti:
- Brunilde
- Hervör alvitr
- Hildr
- Hlaðguðr svanhvít
- Sigrún
- Sváva
- Þrúðr (figlia di Thor e Sif)
- Hnoss figlia di Freia e Óðr, nel poema Gylfaginning, la si definisce la "più bella", tale che il suo nome significa gioiello.

Altre valchirie sono quelle del ciclo di Richard Wagner Der Ring des Nibelungen, citate nella prima giornata Die Walküre:
- Silvia
- Siegrune
- Rossweisse
- Helmwige
- Schwertleite
- Grimgerde
- Gerhilde
- Ortlinde
- Waltraute
- Sigrdrífa

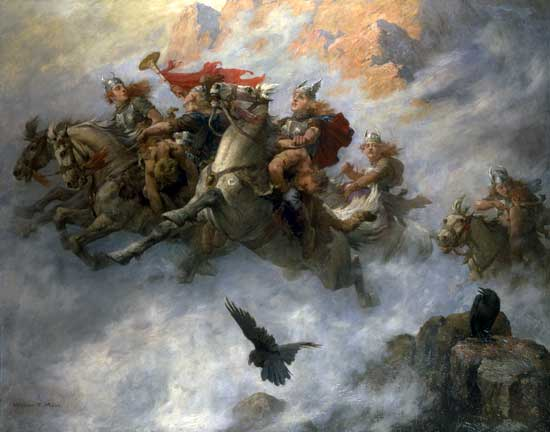
Le valchirie in un dipinto di WIlliam T. Maud.

Sono in totale dieci, figlie di Odino e Nerthus, e sono state definite "figure mitologiche fondamentali, visto che decidono loro quali soldati sopravvivranno a una battaglia e quali invece soccomberanno". Tra queste, la più importante è Sigrdrífa, che incarna la volontà stessa del padre e che, compiendo questa, viene punita per aver disubbidito ad un ordine impostole controvoglia da Odino. Addormentata, verrà svegliata da Siegfried nell'omonima giornata, per poi diventare essenziale nello svolgimento dell'ultima giornata, Götterdämmerung.